# Потаська сільська рада (Тальнівський район)
Пота́ська сільська́ ра́да — колишня адміністративно-територіальна одиниця та орган місцевого самоврядування в Тальнівському районі Черкаської області. Адміністративний центр — село Поташ.

## Загальні відомості
- Населення ради: 768 осіб (станом на 2001 рік)

## Населені пункти
Сільській раді були підпорядковані населені пункти:
- с. Поташ

## Склад ради
Рада складалась з 14 депутатів та голови.
- Голова ради: Тарамбула Сергій Андрійович

### Керівний склад попередніх скликань
| Прізвище, ім'я, по батькові  | Основні відомості                                                         | Дата обрання | Дата звільнення |
| ---------------------------- | ------------------------------------------------------------------------- | ------------ | --------------- |
| Заблоцька Галина Никодимівна | Сільський голова, 1973 року народження, позапартійна                      | 26.03.2006   | 31.10.2010      |
| Тарамбула Сергій Андрійович  | Сільський голова, 1960 року народження, освіта вища, член Народної партії | 31.10.2010   |                 |

Примітка: таблиця складена за даними сайту Верховної Ради України

### Депутати
За результатами місцевих виборів 2010 року депутатами ради стали:

#### За суб'єктами висування
| Суб'єкт висування           | Кількість обраних депутатів | %    |
| --------------------------- | --------------------------- | ---- |
| Самовисування               | 12                          | 85,7 |
| Комуністична партія України | 1                           | 7,1  |
| Партія регіонів             | 1                           | 7,1  |

#### За округами
| № округу                    | Прізвище, ім'я, по батькові      | Дата визнання обраним | Освіта             | Партійна приналежність | Відомості про обраного депутата                        |
| --------------------------- | -------------------------------- | --------------------- | ------------------ | ---------------------- | ------------------------------------------------------ |
| Комуністична партія України |                                  |                       |                    |                        |                                                        |
| 8                           | Сас Людмила Миколаївна           | 04.11.2010            | вища               | позапартійна           | Поташська сільська рада, касир                         |
| Партія регіонів             |                                  |                       |                    |                        |                                                        |
| 5                           | Атаманюк Андрій Вадимович        | 04.11.2010            | середня спеціальна | позапартійний          | Поташське лісництво, лісник                            |
| Самовисування               |                                  |                       |                    |                        |                                                        |
| 1                           | Сивак Олександр Миколайович      | 04.11.2010            | середня спеціальна | позапартійний          | Поташський НВК, кочегар                                |
| 2                           | Куропятнікова Варвара Степанівна | 04.11.2010            | середня            | член Партії регіонів   | пенсіонер                                              |
| 3                           | Мачуська Ольга Леонідівна        | 09.01.2011            | середня спеціальна | позапартійна           | Сільська бібліотека, бібліотекар                       |
| 4                           | Юрпольський Петро Михайлович     | 04.11.2010            | середня            | позапартійний          | підприємець                                            |
| 6                           | Кучеренко Ніна Вікторівна        | 04.11.2010            | середня            | член Партії регіонів   | Поташський НВК, тех..працівник                         |
| 7                           | Митрофанова Любов Іванівна       | 04.11.2010            | середня            | позапартійна           | ТОВ «Поташ Агро», комірко                              |
| 9                           | Дивнич Меланія Павлівна          | 04.11.2010            | середня спеціальна | позапартійна           | пенсіонер                                              |
| 10                          | Кулинич Галина Анатоліївна       | 04.11.2010            | вища               | позапартійна           | Поташська сільська рада, секретар                      |
| 11                          | Янкова Тетяна Іванівна           | 04.11.2010            | середня спеціальна | позапартійна           | Поташський дерево-обробний цех, робоча                 |
| 12                          | Цьоменко Оксана Георгіївна       | 04.11.2010            | середня спеціальна | позапартійна           | Поташський фельдшерсько-акушерський пункт, завідувачка |
| 13                          | Руда Руслана Сергіївна           | 04.11.2010            | середня спеціальна | позапартійна           | Мошурівська лікарня, медсестра                         |
| 14                          | Островська Любов Іванівна        | 04.11.2010            | середня спеціальна | позапартійна           | пенсіонер                                              |